# Beilngries
Beilngries is een plaats in de Duitse deelstaat Beieren, gelegen in het Landkreis Eichstätt. De stad telt 9.908 inwoners. Beilngries ligt in de buurt van Eichstätt.
In de plaats ligt spoorwegstation Beilngries.

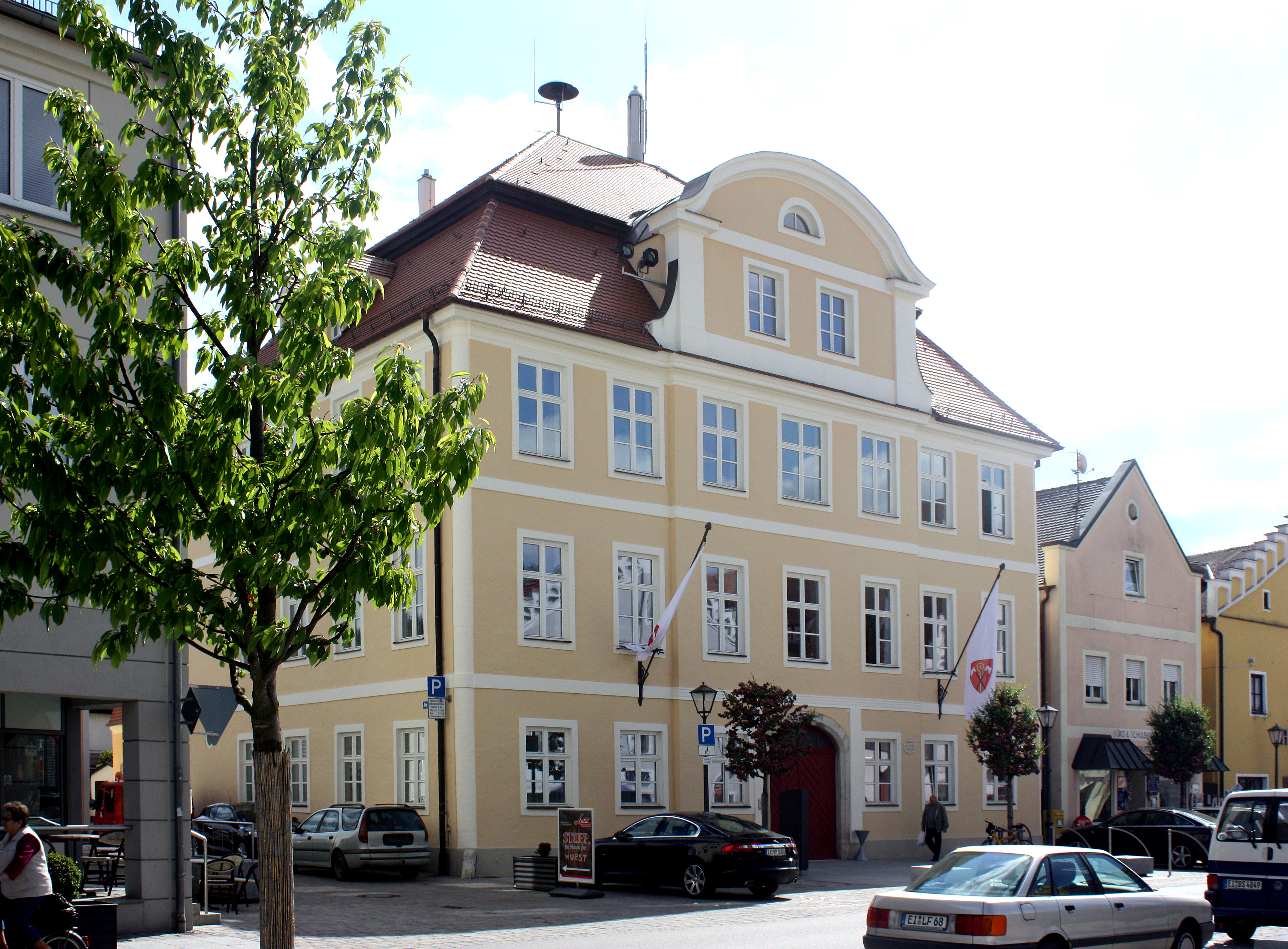
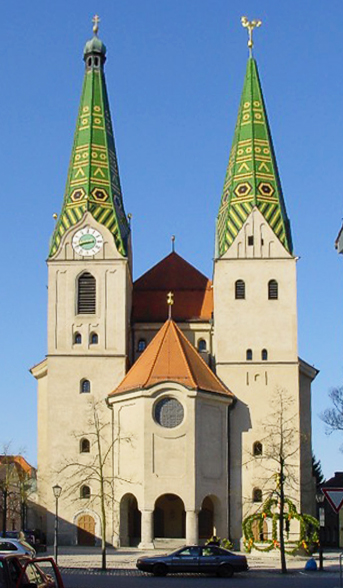
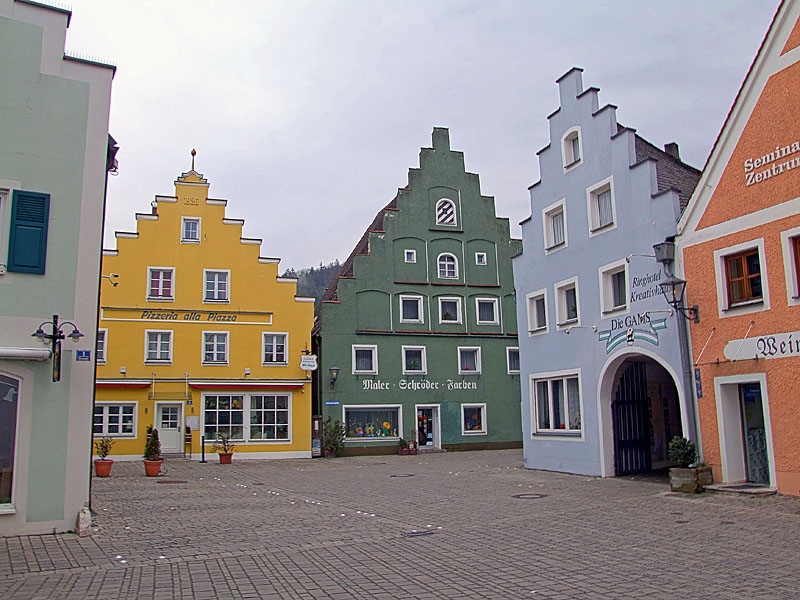

Adelschlag ·
Altmannstein ·
Beilngries ·
Böhmfeld ·
Buxheim ·
Denkendorf ·
Dollnstein ·
Egweil ·
Eichstätt ·
Eitensheim ·
Gaimersheim ·
Großmehring ·
Hepberg ·
Hitzhofen ·
Kinding ·
Kipfenberg ·
Kösching ·
Lenting ·
Mindelstetten ·
Mörnsheim ·
Nassenfels ·
Oberdolling ·
Pförring ·
Pollenfeld ·
Schernfeld ·
Stammham ·
Titting ·
Walting ·
Wellheim ·
Wettstetten